# Мајкл Паренти
Мајкл Џон Паренти (енгл. Michael John Parenti; Њујорк, 30. септембар 1933) је амерички политиколог, историчар и културни критичар који пише о научним и популарним темама. Предавао је на америчким и међународним универзитетима и био је гостујући предавач пред студентима и заједницом.

## Биографија
Паренти је докторирао политичке науке на универзитету Јејл. Он је аутор 23 књига и много чланака. Његови радови су преведени на осамнаест језика. Паренти често предаје широм САД и осталих држава. Он је отац Кристијана Парентија, аутора и сарадника часописа The Nation.
Парентијеви списи покривају широк спектар предмета: америчку политику, културу, идеологију, политичку економију, империјализам, фашизам, комунизам, демократски социјализам, слободно тржиште догми, конзервативни судски активизам, религију, древну историју, модерну историју, историографију, репресију у академским круговима, вести и забавне медије, технологију, сексизам, расизам, хомофобију, Венецуелу, ратове у Ираку и Југославији, националност, и његову младост. Његова најутицајнија књига је највероватније "Демократија неколицине", сада у деветом издању, критичка анализа америчког друштва, економије, и политичких институција. У последњих неколико година споменуо је предмете као што су " Царства: прошлост и садашњост"; "Интервенционизам САД : случај Ирака"; " Моћ расе, пола и сталежа", " Идеологија и историја ", " Пад комунизма " и " Тероризам и глобализација ".
Мајкл Паренти је одрастао у италијанско-америчкој породици радничке класе у четврти у Њујорку, о којој је писао. Паренти је дуги низ година предавао политичку и друштвену науку у разним институцијама високог образовања. На крају је посветио своје пуно радно време писању, јавном наступу и политичком активизму.
Године 1974, Паренти је учествовао у изборима у Вермонту за улаз у амерички Конгрес и добио 7% гласова.
Током 1980-их био је гостујући сарадник на Институту за политичке студије у Вашингтону. Године 2003, посланички клуб за нових политичких наука му је дао награду за животно дело. Године 2007. добио је сертификат специјалног конгресног признања од америчког представника Барбаре Ли и награду од акције мира Њу Џерзија.
Служио је за око 12 година као судија за Пројекат Цензурисано. Такође је део саветодавних одбора Мреже независних напредних политика и Образовање без граница; као и део саветодавних редакција Нових политичких наука и природе, Друштва и мисли.

### Убити нацију: напад на Југославију
Године 2000. је објављен Парентијев Убити нацију: напад на Југославију. Према Circus Reviews "Паренти се разилази са сваком делу конвенционалног знања о распаду бивше Југославије, косовске кризе, и НАТО бомбардовања српске државе у подршци косовских Албанаца. Уместо тога, он саставља страшно убедљиву алтернативну историју у којој је америчко предвођена коалиција уз подршку агресивних финансијских интереса изазвала грађански рат и дубоко деструктивну ваздушну кампању која је убила најмање 3.000 цивила.". Publishers Weekly је изјавио "Паренти даје бесрамно критичку процену ове интервенције, засновану на чврстом и страственом одбијању лажи западних лидера о догађајима на Балкану и западњачке интересе у том делу света. Читаоци који нису упознати са његовом левичарском анализом могу сматрати Парентијево одбијање НАТО-вог оправдања за бомбардовање 1999. године шокантно или глупо, други га могу сматрати провокативним ".

### Атентат на Јулија Цезара: народна историја Старог Рима
У 2003. је објављен Парентијев Атентат на Јулија Цезара: народна историја Старог Рима. Publishers Weekly је рекао: " Паренти ... приповеда провокативну историју касне римске републике (100-33. п. н. е.) да покаже да је Цезарова смрт била кулминација растућих класних сукоба, економске неједнакости и политичке корупције". Circus Reviews је написао: "Популистички историчар Паренти ... посматра најпознатији староримски атентат не као напад на тиранина, већ као крваву сцену у вечној драми класних борби". Circus је описао књигу као "ревизионистичку историју у свом најпровокативнијем издању". Political Affairs је написао: "Ово је одлична књига и добро штиво ".